# Caixa Preta
Caixa Preta foi um programa de televisão brasileiro apresentado pela cantora Preta Gil, na Rede Bandeirantes, em 2004. Tinha o formato de programa de auditório e recebia diversos convidados e atrações musicais. Foi dirigido por Marlene Mattos, que idealizou o projeto, visando transformar Gil em apresentadora.
Era exibido nas noites de sábado na Band, sendo sua estreia no dia 31 de julho. Porém, em outubro, saiu do ar. Na época, a baixa audiência, em torno de 2 pontos de media no IBOPE, foi apontada como motivo. Contudo, o jornal Tribuna da Imprensa noticiou que o motivo real seria a insatisfação da Bandeirantes para com Gil, após ela ter feito testes para substituir Angélica, na apresentação do Video Game, durante sua licença maternidade, sem o aval do canal.